# Isobel Dalton
Isobel Dalton (Barnsley, 1997. szeptember 9. –) angol születésű ausztrál korosztályos női válogatott labdarúgó, a Perth Glory játékosa.

## Pályafutása
Dalton Barnsleyben született, Iain és Jackie Dalton gyermekeként. Kilencévesen szüleivel Ausztráliába, Queenslandbe költöztek. Iskoláit és sportkarrierjét Caloundrában kezdte, ahol csapatával három alkalommal nyerték meg a regionális bajnokságot.

### Klubcsapatokban

#### Brisbane Roar
12 éves korától a QAS és a Sunshine Coast Fire edzésein vett részt. 2013 áprilisában a Sunshine Coast egyik bajnoki utánpótlás mérkőzésén bokaszalag-szakadást szenvedett. A hét hónapos rehabilitáció után 2014-ben a Brisbane Roar együttesében bemutatkozhatott a W-League-ben.

#### Bristol City
A szezon hátralévő részében már nem kapott lehetőséget, ezért a 2015-ös év első félévét a Bristol Citynél töltötte és május 9-én az Arsenal elleni hazai mérkőzésen csereként léphetett első alkalommal pályára a Women's Super League-ben.

#### LWC Blue Raiders
A bristoliak kiestek az első osztályból, Dalton pedig az Egyesült Államok felé vette az irányt és ösztöndíjjal a Kentucky Lindsey Wilson Főiskolán folytatta tanulmányait, valamint pályafutását.
Itt 23 mérkőzésen 7 gólt termelt és csapata negyedik legeredményesebb játékosaként végzett.

#### Colorado Buffaloes
2016-tól 2019-ig a Coloradói Egyetem Bölcsészettudományi Karán tanult tovább és szociológiából szerzett diplomát, a Colorado Buffaloes csapatában pedig 26 meccset játszott három év alatt.

#### Nottingham Forest
2019. július 31-én a Nottingham Forest csapatához igazolt, ahol jobbhátvédként számítottak rá. A Middlesbrough ellen augusztus 19-én debütált a Forest színeiben, első találatát pedig az október 14-i regionális kupa találkozón érte el a Chester-le-Street csapata ellen. Összesen 15 mérkőzést játszott Nottinghamben, melyeken gólja mellett két gólpasszt osztott ki.

#### A profi karrier kezdete
2019. november 7-én aláírta első profi szerződését és visszatért nevelő egyesületéhez, a Brisbane Roar csapatához.
Bemutatkozó mérkőzésén november 21-én a Melbourne Victory elleni bajnokin Kaitlyn Torpey-t váltotta a 63. percben. A Roarnál 11 mérkőzésen lépett pályára, 2020. február 25-én mégis bejelentette távozását és megállapodott a skót bajnokságban érdekelt Glasgow City csapatával, a koronavírus-járvány miatt azonban meghiúsult végleges szerződtetése.

#### Napoli
2020. július 10-én az olasz Serie A újoncához, a Napoli Femminile gárdájához igazolt.
Első mérkőzését 2020. augusztus 22-én játszotta a Bari ellen, de négy hónapos nápolyi tartózkodás után végül újra Brisbane-ben kötött ki.

#### Újra hazai pályán
A 2020–21-es W-League szezon kezdetére tért vissza Brisbane-be és 13 meccsen 7 asszisztjával a liga legeredményesebb gólpasszt adó játékosa lett. Klubjánál pedig az év játékosa díjával gazdagodhatott.

#### Lewes FC
Az angol másodosztályú Lewes csapata 2021. július 29-én jelentette be szerződtetését.
2022. január 23-án a Sunderland elleni győzelemből első bajnoki találatával vette ki részét.

#### Perth Glory
2023. június 20-án kétéves szerződést kötött a Perth Glory csapatával.
Együttese az Év gólja címmel tüntette ki a 2023–2024-es szezonban, a Canberra United ellen szerzett találatát, a következő idényben pedig a csapatkapitányi karszalagot is kiérdemelte Onyinyechi Zoggal egyetemben.

### A válogatottban
2012. november 7-én az ausztrál U17-es válogatott színeiben pályára lépett a 2013-as U16-os női Ázsia-bajnokság selejtező mérkőzésein, és a Mianmar elleni 5–0-ás győzelemből egy góllal vette ki részét. A nankingi tornán azonban bokasérülése miatt nem vehetett részt.

## Statisztikái

### Klubcsapatokban
2024. november 23-ával bezárólag
| Szezon           | Klub               | Bajnokság             | Bajnoki | Bajnoki | Kupa  | Kupa | Nemzetközi | Nemzetközi | Össz. | Össz. |
| Szezon           | Klub               | Bajnokság             | Mérk.   | Gól     | Mérk. | Gól  | Mérk.      | Gól        | Mérk. | Gól   |
| ---------------- | ------------------ | --------------------- | ------- | ------- | ----- | ---- | ---------- | ---------- | ----- | ----- |
| 2014–15          | Brisbane Roar      | W-League              | 1       | 0       | –     | –    | –          | –          | 1     | 0     |
| Klub összesen    | Klub összesen      | Klub összesen         | 1       | 0       | –     | –    | –          | –          | 1     | 0     |
| 2014–15          | Bristol City       | Super League          | 1       | 0       | –     | –    | –          | –          | 1     | 0     |
| Klub összesen    | Klub összesen      | Klub összesen         | 1       | 0       | –     | –    | –          | –          | 1     | 0     |
| 2016             | Colorado Buffaloes | NCAA Championship     | 7       | 0       | –     | –    | –          | –          | 7     | 0     |
| 2017             | Colorado Buffaloes | NCAA Championship     | 7       | 0       | –     | –    | –          | –          | 7     | 0     |
| 2018             | Colorado Buffaloes | NCAA Championship     | 12      | 0       | –     | –    | –          | –          | 12    | 0     |
| Klub összesen    | Klub összesen      | Klub összesen         | 26      | 0       | –     | –    | –          | –          | 26    | 0     |
| 2019             | Nottingham Forest  | National League North | 7       | 0       | 1     | 1    | –          | –          | 8     | 1     |
| Klub összesen    | Klub összesen      | Klub összesen         | 7       | 0       | 1     | 1    | –          | –          | 8     | 1     |
| 2019–20          | Brisbane Roar      | W-League              | 11      | 0       | –     | –    | –          | –          | 11    | 0     |
| Klub összesen    | Klub összesen      | Klub összesen         | 11      | 0       | –     | –    | –          | –          | 11    | 0     |
| 2020–21          | Napoli             | Serie A               | 4       | 0       | –     | –    | –          | –          | 4     | 0     |
| Klub összesen    | Klub összesen      | Klub összesen         | 4       | 0       | –     | –    | –          | –          | 4     | 0     |
| 2020–21          | Brisbane Roar      | W-League              | 13      | 0       | –     | –    | –          | –          | 13    | 0     |
| Klub összesen    | Klub összesen      | Klub összesen         | 13      | 0       | –     | –    | –          | –          | 13    | 0     |
| 2021–22          | Lewes              | Championship          | 22      | 2       | 3     | 0    | –          | –          | 25    | 2     |
| 2022–23          | Lewes              | Championship          | 11      | 1       | 5     | 0    | –          | –          | 6     | 1     |
| Klub összesen    | Klub összesen      | Klub összesen         | 33      | 3       | 8     | 0    | –          | –          | 41    | 3     |
| 2023–24          | Perth Glory        | A-League              | 19      | 1       | 0     | 0    | –          | –          | 19    | 1     |
| 2024–25          | Perth Glory        | A-League              | 4       | 1       | 0     | 0    | –          | –          | 4     | 1     |
| Klub összesen    | Klub összesen      | Klub összesen         | 23      | 2       | 0     | 0    | –          | –          | 23    | 2     |
| Karrier összesen | Karrier összesen   | Karrier összesen      | 119     | 6       | 9     | 1    | –          | –          | 133   | 7     |